# SEGEA SA
La Société D'exploitation et de Gestion des Autoroutes dite SEGEA SA est une société d'État chargée de l’exploitation, du suivi et de l'entretien du réseau routier et autoroutier sénégalais. Elle fut créée en novembre 2023 et placée la sous tutelle du Ministère des Infrastructures, des Transports terrestres et du Désenclavement (en).
La société exploite sous la marque Les Autoroutes du Sénégal, le réseau autoroutier du pays en dehors du tronçon Dakar - Aéroport International Blaise Diagne (AIBD) de la A1 qui est confié à SECAA SA (Société Eiffage de la Concession de l'Autoroute de l'Avenir), une société d'Eiffage Sénégal jusqu'en 2044.

## Missions
La SEGEA SA a pour rôle d'effectuer un suivi du réseau autoroutier sous ta tutelle, de gérer la création des nouvelles infrastructures autoroutières et d'entretenir celles existantes et leur signalétique. Elle élabore les appels d'offres, qui pilote et contrôle l'exécution des travaux, et établit les statistiques sur l'exploitation du réseau autoroutier.